# Derris rubrocalyx
Derris rubrocalyx är en ärtväxtart som beskrevs av Bernard Verdcourt. Derris rubrocalyx ingår i släktet Derris och familjen ärtväxter.

## Underarter
Arten delas in i följande underarter:
- D. r. acuminata
- D. r. rubrocalyx